# غرين آدامز
غرين آدامز (بالإنجليزية: Green Adams) هو محامي وقاضي وسياسي أمريكي، ولد في 20 أغسطس 1812 في الولايات المتحدة، وتوفي في 18 يناير 1884 في نفس البلد. انتخب عضو مجلس النواب الأمريكي.